# Ster van Zwolle 2015
La Ster van Zwolle 2015, cinquantacinquesima edizione della corsa, valida come evento dell'UCI Europe Tour 2015 categoria 1.2, si svolse il 28 febbraio 2015 su un percorso di 177,3 km, con partenza ed arrivo a Zwolle. Fu vinta dall'olandese Elmar Reinders in 3h 55' 53" alla media di 45,1 km/h, davanti al belga Dimitri Claeys e al norvegese Håvard Blikra.
Furono 135 i ciclisti, dei 191 alla partenza, che portarono a termine la competizione.

## Ordine d'arrivo (Top 10)
| Pos. | Corridore          | Squadra     | Tempo    |
| ---- | ------------------ | ----------- | -------- |
| 1    | Elmar Reinders     | Jo Piels    | 3h55'27" |
| 2    | Dimitri Claeys     | Verandas W. | s.t.     |
| 3    | Håvard Blikra      | Coop-Øster  | s.t.     |
| 4    | Remco Te Brake     | Metec-TKH   | s.t.     |
| 5    | Twan Castelijns    | Baby Dump   | s.t.     |
| 6    | Ronan Van Zandbeek | De Rijke    | s.t.     |
| 7    | Jeff Vermeulen     | Jo Piels    | a 4"     |
| 8    | Coen Vermeltfoort  | De Rijke    | a 5"     |
| 9    | Daan Myngheer      | Verandas W. | s.t.     |
| 10   | Twan Brusselman    | Jo Piels    | a 9"     |